# Chiesa di Santa Maria del Carmine (Monte Sant'Angelo)
La chiesa di Santa Maria del Carmine è una chiesa cattolica situata a Monte Sant'Angelo, nel Gargano (provincia di Foggia).

## Storia
La chiesa nasce come struttura conventuale dei padri dell'Ordine del Monte Carmelo. I lavori relativi alla sua costruzione prendono avvio nel 1577 in una zona del territorio di Monte Sant'Angelo posto allora al di fuori della cinta muraria urbana. I riti religiosi inizialmente sono officiati nella preesistente cappella periferica intitolata a santa Maria di Loreto che, nel tempo, viene ampliata alla bisogna.
Solo nel 1700 la chiesa viene completata raggiungendo le dimensioni e la tipologia architettonica quale si conserva ancora oggi. Ciò si evince da una scritta litica posta sotto il frontone ad arco spezzato, sovrastante il portale d'ingresso, e sia sul coronamento del prospetto dell'edificio di culto; ambedue riportano la seguente datazione in numeri romani: MDCCXC (1790), essendo stato firmato il contratto di costruzione il 1º gennaio 1782 dal priore, padre Michele Maria Rago, e da un capomastro abruzzese, già impegnato in città per altre commissioni.
Nella piazza che ospita la chiesa è situata una statua di Padre Pio da Pietrelcina datata 1982. La statua è stata fatta costruire dall'allora parroco della chiesa.
Negli anni 2000 la chiesa è stata oggetto di lavori di ristrutturazione.